# خط ۳ متروی تبریز
خط ۳ متروی تبریز یکی از مسیرهای قطارشهری سیستم متروی تبریز می‌باشد. این مسیر به طول حدود ۱۵ کیلومتر و شامل ۱۳ ایستگاه از فرودگاه بین‌المللی تبریز آغاز و با عبور از میدان بزرگ آذربایجان و خیابان انقلاب، از طریق میدان دانشسرا و خیابان ارتش به پایانه بزرگ اتوبوس‌های بین شهری تبریز واقع در بزرگراه شهید کسائی ختم می‌شود. قرار است عملیات اجرایی این خط، شهریور سال ۱۴۰۲ آغاز شود.

## ایستگاه‌ها
خط ۳ متروی تبریز جمعاً ۱۳ ایستگاه دارد که به قرار زیر است:
| شماره | نام                     | موقعیت              | وضعیت   | شروع به کار |
| ----- | ----------------------- | ------------------- | ------- | ----------- |
| ۱     | ایستگاه فرودگاه تبریز   |                     | غیرفعال | نامعلوم     |
| ۲     | ایستگاه میدان آذربایجان |                     | غیرفعال | نامعلوم     |
| ۳     | ایستگاه ستارخان         |                     | غیرفعال | نامعلوم     |
| ۴     | ایستگاه انقلاب          |                     | غیرفعال | نامعلوم     |
| ۵     | ایستگاه ارم             |                     | غیرفعال | نامعلوم     |
| ۶     | ایستگاه سرخاب           |                     | غیرفعال | نامعلوم     |
| ۷     | ایستگاه شمس تبریزی      |                     | غیرفعال | نامعلوم     |
| ۸     | ایستگاه بازار           |                     | غیرفعال | نامعلوم     |
| ۹     | ایستگاه میدان ساعت      | ضلع شرقی میدان ساعت | غیرفعال | نامعلوم     |
| ۱۰    | ایستگاه باغ شمال        |                     | غیرفعال | نامعلوم     |
| ۱۱    | ایستگاه پست تبریز       |                     | غیرفعال | نامعلوم     |
| ۱۲    | ایستگاه معراج           |                     | غیرفعال | نامعلوم     |
| ۱۳    | ایستگاه ترمینال تبریز   |                     | غیرفعال | نامعلوم     |